# 布魯斯圖羅阿薩鄉

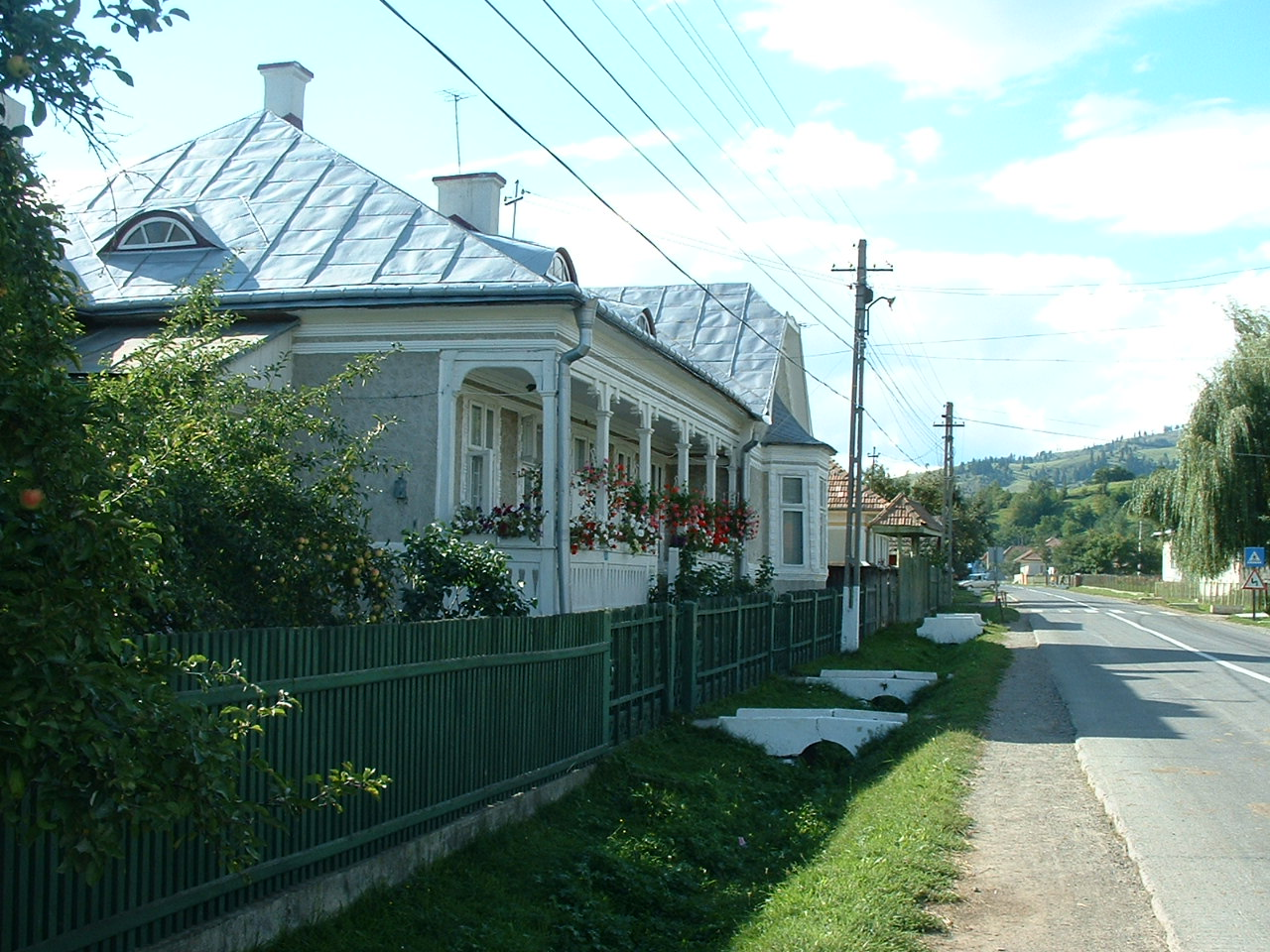
布魯斯圖羅阿薩鄉

46°31′N 26°12′E / 46.517°N 26.200°E
布魯斯圖羅阿薩鄉（羅馬尼亞語：Comuna Brusturoasa, Bacău），是羅馬尼亞的鄉份，位於該國東北部，由巴克烏縣負責管轄，面積110平方公里，海拔高度605米，2007年人口3,531，人口密度每平方公里32人。